# Harry Harrison

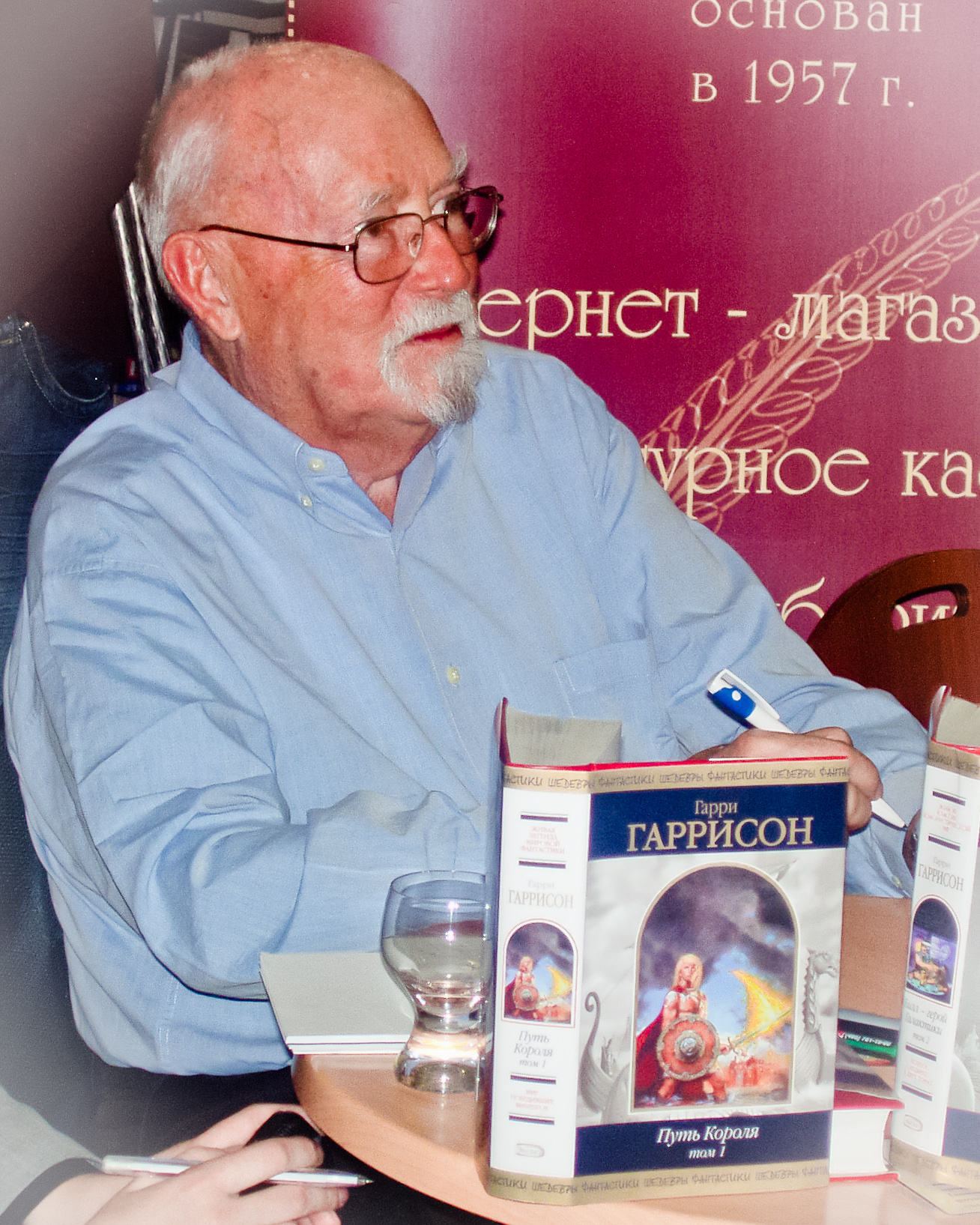
Harry Harrison Moszkvában, (2008. május 18.)

Harry Harrison (Stamford, 1925. március 12. – Brighton, 2012. augusztus 15.) amerikai sci-fi-szerző.

## Élete
A világ számos részén élt, többek közt Mexikóban, Angliában, Dániában és Olaszországban. Halálát hivatalos weboldalán jelentették be.

## Munkássága
Pályáját képregényrajzolóként és íróként kezdte, az 1940-es évek végén. A leghíresebb sorozat, amin ilyen minőségben dolgozott, a Flash Gordon volt.
Először illusztrátorként jelentkezett az SF-magazinokban, majd 1951-ben eladta első elbeszélését is, a „Rock Diver” címűt. Hat évvel később alkotta meg egy novellában James Bolivar diGriz figuráját, aki Rozsdamentes Acélpatkány néven leghíresebb regénysorozatának főhősévé vált. A jelenleg tízkötetes széria alapozta meg Harrison hírnevét, bár első, 1960-as könyve egy másik sorozatot indított útjára, a Halálvilágot. Az évtizedből fontos regénye még a Bill, a Galaktika hőse, amely szintén több folytatást ért meg. Ez kezdetben Robert A. Heinlein Csillagközi inváziójának paródiájaként indult, később azonban már Isaac Asimov műveit is kifigurázta a sorozatban, sőt saját korábbi írásait is.
Noha Harrisont elsődlegesen humoros szerzőként tartják számon, sokszor ütött meg könyveiben komolyabb hangot, nem riadva meg a kemény társadalomkritikától sem. Az 1969-es Captive Universe például egy generációs csillaghajó utasairól szól, az 1976-os Skyfall nagyívű katasztrófaregény, a ’90-es években megjelent The Hammer and the Cross-trilógia egy alternatív történelmet idéz meg, viking hódítókkal a középpontban, az 1984 és 1988 között keletkezett Éden-trilógia pedig hasonlóképpen, a miénktől eltérő Földet képzel el, amelyben a dinoszauruszok nem haltak ki, hanem az emberiség versenytársaivá váltak az evolúcióban.
Humoros regényei közül jelentősebbek még A technicolor időgép (1967), ebben egy filmes forgatócsoport utazik vissza a vikingek korába, illetve a Star Smashers of the Galaxy Rangers (1973), amely E. E. „Doc” Smith korai űroperáit parodizálja. Szerkesztőként több antológia és antológia-sorozat került ki a keze alól, és magazinok kiadását is irányította. Életművéért az Amerikai SF- és Fantasy-Szerzők Szövetsége Nagymesterré választotta.
Harry Harrison többször járt Magyarországon, felesége Szeged mellől származott. Megfordult a 2006-os Átjáró fesztiválon is, magyar olvasói ekkor találkozhattak vele.
2012. augusztus 15-én halt meg 87 éves korában. Nem ismert, szenvedett-e valamilyen betegségben. Halálát valószínűleg végelgyengülés okozta.

## Magyarul
- A technicolor® időgép; ford. Molnár István; Móra, Bp., 1989 (Galaktika fantasztikus könyvek)
- Rozsdamentes acélpatkány; ford. Molnár István; Móra, Bp., 1989 (Galaktika fantasztikus könyvek)
- Bill, a galaktika hőse. Regény; ford. Nemes István; Phoenix, Debrecen, 1992 (Science fiction & fantasy)
- Halálvilág. Regény, 1-3.; ford. Nemes István, Szegi György; Phoenix Könyvek, Debrecen, 1992–1993
- Harry Harrison–Leon Stoverː Stonehenge; ford. Sipka János; Excalibur, Szeged, 1998
- Rozsdamentes acélpatkány; ford. Kiss Tamás; Szukits, Szeged, 2004
- A rozsdamentes acélpatkány visszavág; ford. Füssi-Nagy Géza; Szukits, Szeged, 2004
- Helyet! Helyet!; ford. Kamper Gergely; Metropolis Media, Bp., 2008 (Galaktika fantasztikus könyvek)
- Édentől nyugatra; ford. Joó Attila; Metropolis Media, Bp., 2009 (Galaktika fantasztikus könyvek)
- Fagyos Éden; ford. Joó Attila; Metropolis Media, Bp., 2010 (Galaktika fantasztikus könyvek)
- Vissza az Édenbe; ford. Joó Attila; Metropolis Media, Bp., 2013 (Galaktika fantasztikus könyvek)

## Filmadaptáció
A Helyet! Helyet! (1966) vezérmotívumának felhasználásával, Charlton Heston főszereplésével forgatták a Zöld szója című tudományos-fantasztikus filmet (1973), amelyben a túlnépesedés okozta élelmezési válságot mesterséges ételekkel oldják meg New Yorkban.

## Díjai
- 2004-ben Ink Pot-díj (Comic-Con International)
- 2006-ban Kijevben az Európai SF Társaság az SF Nagymesterévé választotta
- 2009-ben Damon Knight Memorial Grand Master Award